# Fernando José Corbató

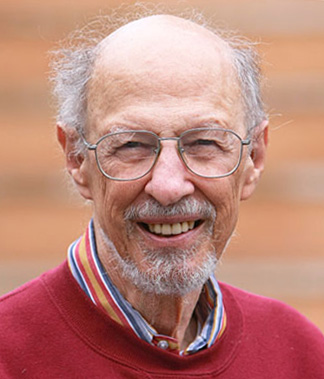
Fernando José Corbató (Foto undatiert)

Fernando José „Corby“ Corbató (* 1. Juli 1926 in Oakland, Kalifornien; † 12. Juli 2019 in Newburyport, Massachusetts) war ein US-amerikanischer Informatiker, der vor allem für seine Entwicklung von Betriebssystemen mit Time-Sharing als Pionier gilt. Neben vielen weiteren Auszeichnungen erhielt er 1990 den Turing Award für seine Arbeiten zur Organisation der Konzepte und die Leitung der Entwicklung von allgemein und in großem Maßstab anwendbaren, zeit- und ressourcensparenden Computersystemen.

## Leben und Werk
Fernando Corbató machte seinen Bachelor nach einem Studium am California Institute of Technology (Caltech) im Jahr 1950. 1956 folgte die Promotion zum Doktor der Physik am Massachusetts Institute of Technology (MIT). Direkt in der Folge begann er am Rechenzentrum des MIT, wurde dort 1965 zum Professor berufen und blieb bis zu seiner Emeritierung. Er war verheiratet und hatte zwei Töchter.
Das erste Zeitteilverfahren, an dem er beteiligt war, war das Compatible Time-Sharing System des MIT, das in einer frühen Version 1961 vorgestellt wurde. Die Erfahrungen flossen in ein weiteres Projekt, das Multics hieß und von Honeywell International entwickelt wurde. Auch wenn Multics selbst kommerziell wenig erfolgreich war, inspirierte es Ken Thompson zur Entwicklung des Unix-Betriebssystems, von dem viele Weiterentwicklungen bis heute genutzt werden. Außerdem wurde es zu einem Vorbild vieler folgender Betriebssysteme. Corbató gilt auch als erster Anwender von Passwörtern zur Zugriffssicherung von Dateien auf größeren Computersystemen.
Bekannt geworden ist zudem Corbatós Regel:
Die Anzahl der Zeilen eines Programmcodes, die ein Programmierer in einer bestimmten Zeit schreiben kann, ist immer die gleiche, unabhängig von der Sprache, die benutzt wird.
1966 erhielt er den ersten W. Wallace McDowell Award. 1975 wurde er in die American Academy of Arts and Sciences gewählt.

## Werke (Auswahl)
- F. J. Corbató, M. M. Daggett, R. C. Daley: An Experimental Time-Sharing System (IFIPS 1962)
- F. J. Corbató (Hrsg.): The Compatible Time-Sharing System: A Programmer's Guide (M.I.T. Press, 1963)
- F. J. Corbató, V. A. Vyssotsky: Introduction and Overview of the Multics System (AFIPS 1965)
- F. J. Corbató: PL/I As a Tool for System Programming (Datamation, May 6 1969)
- F. J. Corbató, C. T. Clingen, J. H. Saltzer: Multics -- The First Seven Years (AFIPS, 1972)
- F. J. Corbató, C. T. Clingen: A Managerial View of the Multics System Development (Conference on Research Directions in Software Technology, Providence, Rhode Island, 1977)
- F. J. Corbató: On Building Systems That Will Fail (Turing Award Lecture, 1991)